# Быстриков, Григорий Федотович
Григорий Федотович Быстриков (6 августа 1908, село Сокольники, теперь Новоайдарского района Луганской области — 15 мая 1981, Ленинград) — советский военный деятель, политработник, генерал-лейтенант. Член Ревизионной Комиссии КПУ в 1956 — 1960 г.

## Биография
Родился 24 июля (6 августа) 1908 года в селе Сокольники Славяносербского уезда Екатеринославской губернии. Во время гражданской войны воевал в составе отряда Частей особого назначения на Луганщине. Член РКП(б) с 1920 года. В августе-ноябре 1920 года — слушатель Луганской губернской школы. В ноябре 1920 — августе 1921 года — слушатель Свердловского коммунистического университета в Москве.
С 11 января 1922 года — в Красной армии. В январе 1922 — январе 1923 года — политический руководитель 81-го кавалерийского полка Северо-Кавказского военного округа. В январе 1923 — октябре 1924 года — ответственный организатор 1-го Гатчинского стрелкового полка 5-й армии.
В октябре 1924 — августе 1926 года — курсант Военно-политической школы в городе Томске. В августе 1926 — феврале 1929 года — военный комиссар отдельной штрафной роты, в феврале-сентябре 1929 года — инструктор Политического отдела 21-го артиллерийского дивизиона Сибирского военного округа.
С 1929 года — в Военно-морском флоте СССР. В сентябре 1929 — апреле 1932 года — слушатель морского факультета Военно-политической академии имени Толмачева в Ленинграде.
В апреле — августе 1932 года — военный комиссар дивизиона тральщиков, отряда торпедных катеров. В августе 1932 — ноябре 1933 года — помощник по политической части командира отряда особого назначения Тихоокеанского флота. В ноябре 1933 — октябре 1936 года — помощник по политической части командира подводной лодки «Щ-109» 2-й бригады подводных лодок Тихоокеанского флота.
В октябре 1936 — июне 1937 года — начальник строительного сектора Политического управления Тихоокеанского флота. В июне-декабре 1937 года — военный комиссар 9-й артиллерийской бригады. В декабре 1937 — феврале 1939 года — военный комиссар Владивостокского укрепленного района. В 1938 году принимал участие в боевых действиях против японской армии у озера Хасан. В феврале-августе 1939 г. — заместитель начальника Политического управления Тихоокеанского флота. Со 2 августа 1939 по 14 июля 1943 года — член Военного совета Северной Тихоокеанской флотилии.
В июле 1943 — декабре 1947 года — начальник Политического отдела Кронштадтского морского оборонного рубежа Краснознаменного Балтийского флота. Участник Великой Отечественной войны. В декабре 1947 — апреле 1949 года — заместитель по политической части командующего Краснознамённой Амурской флотилии. В апреле 1949 — июле 1950 года — заместитель по политической части командующего 5-го Военно-морского флота. В июле 1950 — декабре 1955 года — член Военного Совета 8-го Военно-морского флота. В декабре 1955 — апреле 1957 года — член Военного Совета Черноморского флота.
С 20 апреля 1957 года — в запасе. Проживал в Ленинграде. Похоронен на Серафимовском кладбище.

## Воинские звания
- Полковой комиссар
- Бригадный комиссар (28.01.1939)
- Дивизионный комиссар (24.09.1942)
- Генерал-майор береговой службы (13.12.1942)
- Генерал-лейтенант (3.11.1951)

## Награды
- орден Ленина (1947)
- орден Нахимова 2-й ст. (1945)
- орден Отечественной войны 2-й ст. (1944)
- три ордена Красного Знамени (1943, 1944, 1952)
- три ордена Красной Звезды (1943, 1944, 1971)
- медали